# 翡翠木
翡翠木（學名：Crassula ovata）又稱發財樹、玉樹、燕子掌，原生於南非。為景天科青鎖龍屬多肉質亞灌木植物。

## 特性
翡翠木葉片肥厚，濃綠而富光澤，故名翡翠木。性極耐旱，平時不可浇太多水，否則容易腐爛。翡翠木喜光，需要陽光充足及空氣流通的環境生長，光照不足會阻礙開花。避免在炎熱且濕度高及寒冷潮濕導環境致葉片變黑。翡翠木不應該突然從陰暗的位置移動到強光下，需要慢慢增加光照以適應環境，否則容易損壞葉子。在泥土保持乾燥情況下，翡翠木能抵禦攝氏零度氣溫，夜間溫度寒冷可能有助於促進開花，平均最適溫度是攝氏15至24度。而澆水應待泥土完全乾透後才澆水，每次澆水要澆透泥土。天氣太熱或太乾燥時，翡翠木會透過落葉減少水份散失。

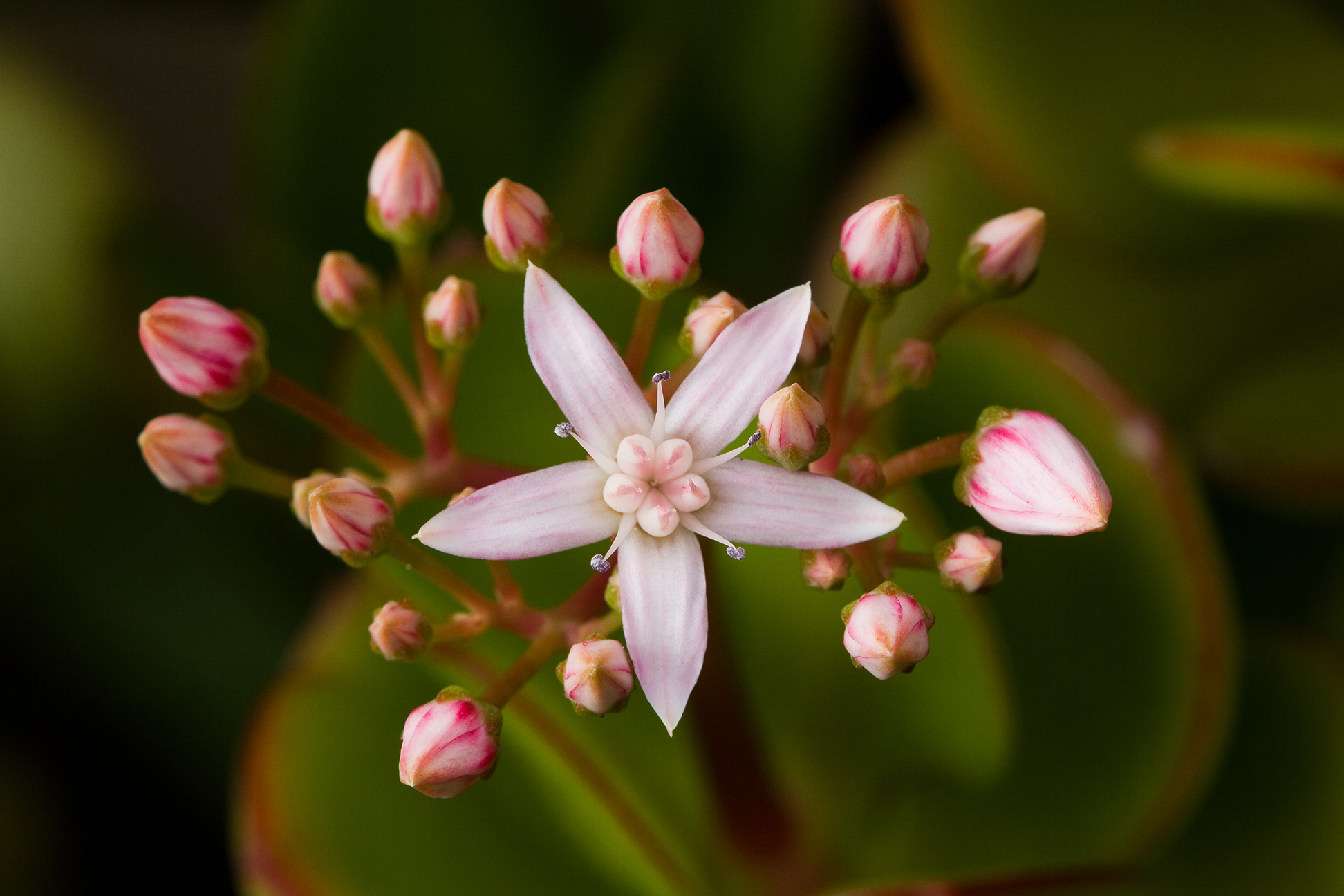
翡翠木花及芽
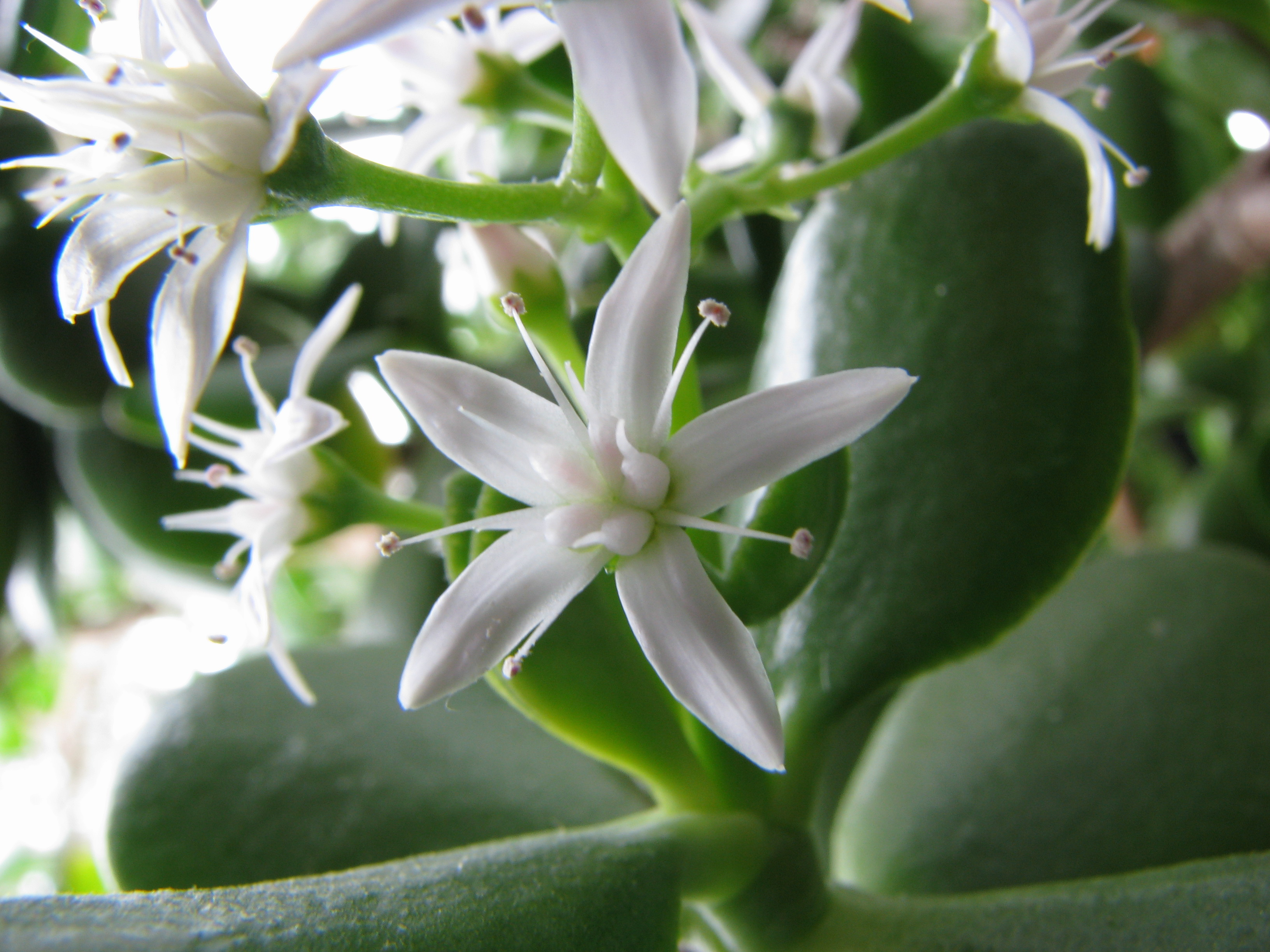
翡翠木花
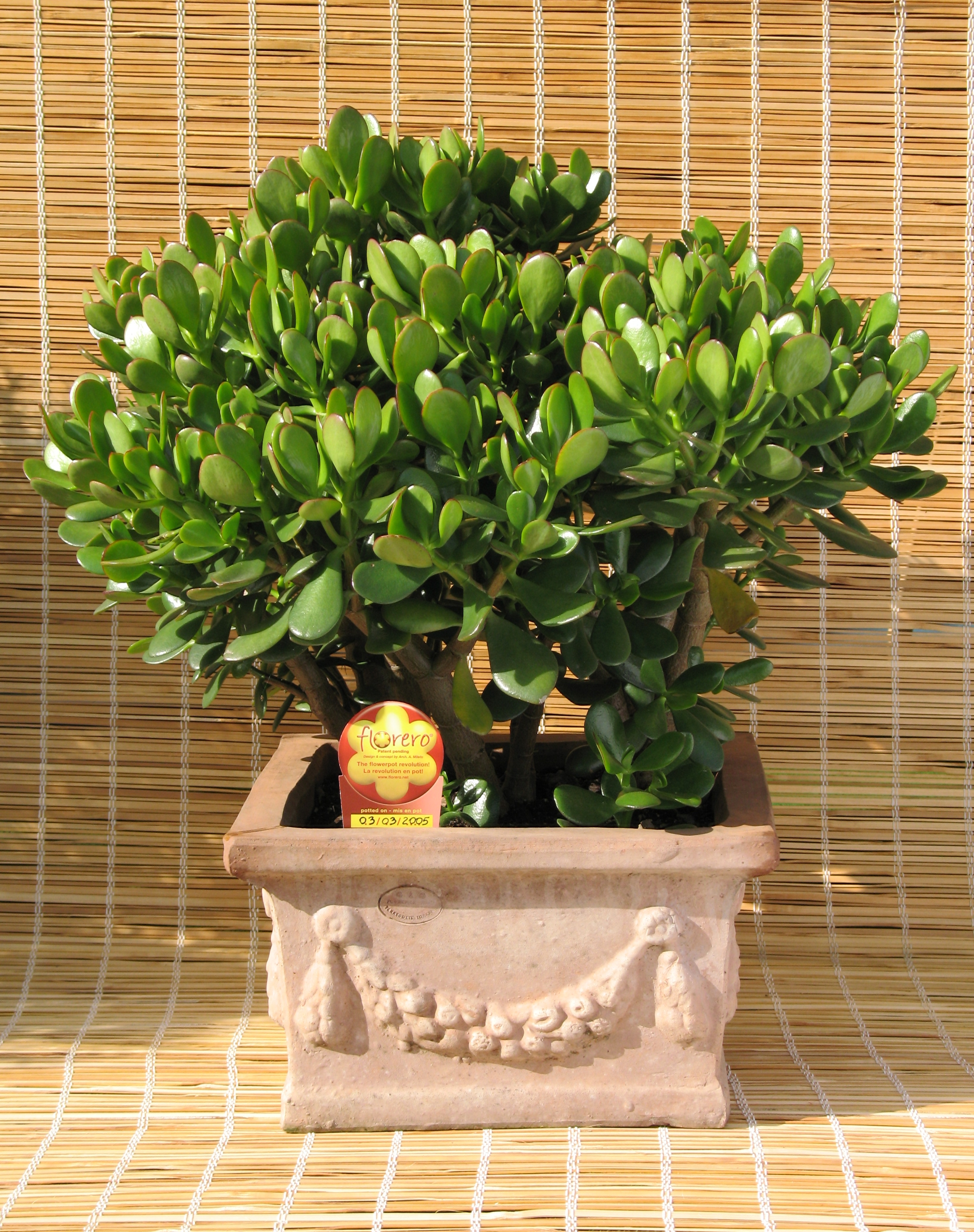
翡翠木盆栽

## 外部連結
1. ↑  .   [2017-01-03]. （原始内容存档于2021-03-08）.
2. ↑  .   [2013-12-23]. （原始内容存档于2021-04-10）.
3. ↑  .   [2013-12-23]. （原始内容存档于2021-02-27）.
4. ↑  .   [2013-12-23]. （原始内容存档于2011-06-24）.